# Стандарт EIA/TIA-568
TIA/EIA-568-B - набір із трьох телекомунікаційних стандартів, випущених Асоціацією телекомунікаційної промисловості США 2001 року, який замінив собою застарілий стандарт TIA/EIA-568-А. Ці стандарти описують побудову телекомунікаційних структурованих кабельних систем у будівлях. 
Ці стандарти найбільш відомі за двома таблицями T568A і T568B, які описують з'єднання провідників кабелю типу «вита пара» (англ. twisted pair) з контактами роз'ємів 8P8C (який часто помилково називають RJ-45) під час організації мережі Ethernet.

## Таблиці T568

### Прямий (англ.straight through) кабель
Для з'єднання кінцевого обладнання Ethernet (такого як комп'ютер, мережевий принтер) із комутаційним обладнанням (хаб/комутатор/маршрутизатор) обидва кінці кабелю обжимаються однаково (т. зв. прямий кабель). Стандарт рекомендує для горизонтальних з'єднань використовувати таблицю T568A, хоча на практиці ця рекомендація часто порушується. 
Варіант за стандартом EIA/TIA-568A: 
| 1 | =    |  |  |  | =    | 1 зелено-білий    |
| 2 | ==== |  |  |  | ==== | 2 зелений         |
| 3 | =    |  |  |  | =    | 3 оранжево-білий  |
| 4 | ==== |  |  |  | ==== | 4 синій           |
| 5 | =    |  |  |  | =    | 5 синьо-білий     |
| 6 | ==== |  |  |  | ==== | 6 помаранчевий    |
| 7 | =    |  |  |  | =    | 7 коричнево-білий |
| 8 | ==== |  |  |  | ==== | 8 коричневий      |

і за стандартом EIA/TIA-568B: 
| 1 | =    |  |  |  | =    | 1 оранжево-білий  |
| 2 | ==== |  |  |  | ==== | 2 помаранчевий    |
| 3 | =    |  |  |  | =    | 3 зелено-білий    |
| 4 | ==== |  |  |  | ==== | 4 синій           |
| 5 | =    |  |  |  | =    | 5 синьо-білий     |
| 6 | ==== |  |  |  | ==== | 6 зелений         |
| 7 | =    |  |  |  | =    | 7 коричнево-білий |
| 8 | ==== |  |  |  | ==== | 8 коричневий      |

### Кросоверний (англ.crossover) кабель
Використання прямого кабелю розраховане на те, що один (і тільки один) із кінців кабелю під'єднується до порту комутатора і перехрещення сигнальних ліній Rx (приймання, англ. receive) і Tx (передавання, англ. transmit) виконується всередині порту. Для безпосереднього з'єднання між собою двох екземплярів мережного обладнання (наприклад, двох комп'ютерів чи двох хабів) необхідно використовувати спеціальний, кросоверний кабель. У такого кабелю перехрещення ліній Rx і Tx виконується на одному з кінців кабелю. 
Оскільки таблиці T568A і T568B відрізняються одна від одної саме тим, що в них переставлено місцями пари 2 і 3, для виготовлення кросоверного кабелю для мережі 10BASE-T і 100BASE-T достатньо обтиснути один кінець кабелю за однією таблицею, а інший кінець - за іншою. 
Слід пам'ятати, що пристрої, які підтримують стандарт 1000BASE-T, передають дані по всіх чотирьох парах кабелю, причому по кожній парі сигнал передається відразу в обох напрямках, і кадри промарковано особливим чином, що виключає їхнє неправильне збирання пристроєм одержувача. Тому будь-який кінець кабелю, призначеного для роботи з будь-якими пристроями 1000BASE-T, чи то комутаторами чи вузлами, можна обтиснути за будь-якою наведеною схемою. 

#### Для швидкості 100 мегабіт / с
| 1 | =    |  |  |  | =    | 1 |
| 2 | ==== |  |  |  | ==== | 2 |
| 3 | =    |  |  |  | =    | 3 |
| 4 | ==== |  |  |  | ==== | 4 |
| 5 | =    |  |  |  | =    | 5 |
| 6 | ==== |  |  |  | ==== | 6 |
| 7 | =    |  |  |  | =    | 7 |
| 8 | ==== |  |  |  | ==== | 8 |

#### Для швидкості 1 гігабіт / с
| 1 | =    |  |  |  | =    | 1 |
| 2 | ==== |  |  |  | ==== | 2 |
| 3 | =    |  |  |  | =    | 3 |
| 4 | ==== |  |  |  | =    | 4 |
| 5 | =    |  |  |  | ==== | 5 |
| 6 | ==== |  |  |  | ==== | 6 |
| 7 | =    |  |  |  | ==== | 7 |
| 8 | ==== |  |  |  | =    | 8 |

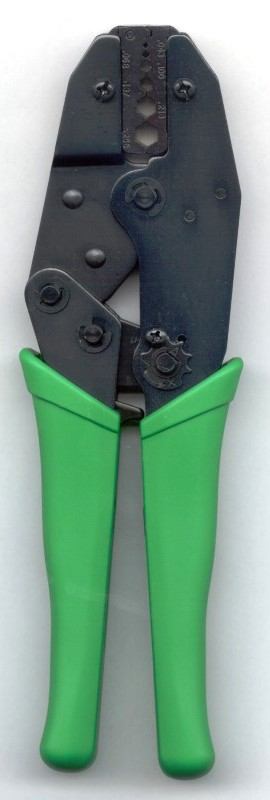
Крімпер

Майже всі сучасні пристрої Ethernet здатні автоматично визначати тип (прямий чи кросоверний) підключеного кабелю і підлаштовуватися під нього. Ця функція має позначення Auto-MDIX. Проте досі є поширеними пристрої, які не підтримують розпізнавання типу кабелю - зазвичай це мережеві адаптери й маршрутизатори. Тому для забезпечення універсальності використання кабелю можна рекомендувати кросоверне обтискання кабелю (один кінець за таблицею T568B, а інший за T568A): пристрої, що підтримують Auto-MDIX і 1000BASE-T, автоматично визначать правильну розкладку, а пристрої, що не підтримують Auto-MDIX, отримають потрібний їм для роботи кросоверний кабель. 
Винятком із цієї рекомендації є ситуація з використанням пристроїв, які підтримують стандарт Power over Ethernet. Для таких пристроїв живлення подається по контактах 4-5 і 7-8 (синя і коричнева пара). У цьому випадку використання кросоверного кабелю призведе до виходу з ладу пристрою та / або джерела його живлення. Тому синю і коричневу пару перехрещувати не можна, та й необов'язково: у пристроях, що підтримують стандарти 10BASE-T і 100BASE-TX виводи цих пар з'єднано через резистори з контактом захисного заземлення і в обміні даними  участі не беруть, а пристрої стандарту 1000BASE-T самі визначають правильну розкладку кабелю.